# Voce che grida
Voce che grida è una raccolta antologica della cantante italiana Giuni Russo, pubblicata il 1º ottobre 2004, a distanza di poche settimane dalla scomparsa dell'artista, dall'etichetta discografica NAR International.

## Descrizione
Il primo dei due dischi che compongono la raccolta è lo stesso contenuto dell'album "Irradiazioni, pubblicato nel 2003 dalla stessa casa discografica, e il secondo è una ristampa dell'album dal vivo Voce prigioniera del 1998. Il titolo dell'album proviene dall'unico inedito contenuto nella raccolta Irradiazioni.

## Tracce
Disco 1
1. Good good-bye (G. Russo - F. Messina - F.Battiato - G. Pio) - 03:49
2. Voce che grida (G. Romeo - M.A. Sisini) - 04:23 - inedito
3. Le contrade di Madrid (G. Russo - M.A. Sisini - Tripoli) - 04:14
4. Limonata cha cha cha (G. Russo - M.A. Sisini- Tripoli) - 03:11
5. Mediterranea (G. Russo - M.A. Sisini) - 03:52
6. Un'estate al mare (F. Battiato - G. Pio) - 03:32
7. Alghero (G. Russo - M.A. Sisini) - 04:06
8. Sere d'agosto (G. Russo - F. Messina) - 03:34
9. Gabbiano (G. Romeo - C.R. Binosi) - 03:33 - inedito su CD
10. Fonti mobili (G. Romeo - D. Tortorella - M.A. Sisini) - 04:08 - inedito su CD

Disco 2
1. La zingara (G. Donizetti) - 4:26
2. Le crepuscole (G. Donizetti) - 3:36
3. A mezzanotte (G. Donizetti) - 5:59
4. Fenesta che lucive (V. Bellini) - 4:35
5. Vanne, o rosa fortunata (G. Verdi) - 3:11
6. Me voglio fa' na casa (G. Donizetti) - 4:18
7. Lettera al governatore della Libia (F. Battiato - G. Pio) - 3:56
8. L'addio (G. Di Martino – F. Battiato – I. Avalli) - 4:35
9. Il sole di Austerlitz (F. Battiato – A. Radius) - 3:53
10. Mediterranea (G. Russo - M.A. Sisini) - 5:02
11. Il re del mondo (F. Battiato - G.Pio) - 4:10
12. Nomadi (J. Camisasca) - 5:23
13. La sua figura (G. Russo - M.A. Sisini) - 3:54
14. Sere d'agosto (G. Russo - F. Messina) - 4:09
15. Post-moderno (G.Russo - F.Battiato - G. Pio - M.A. Sisini) - 5:14